# Phyllops
Phyllops é um gênero de morcegos que inclui a espécie vivente Phyllops falcatus, endêmica de ilhas do Caribe, e duas espécies extintas, conhecidas de Cuba.